# Jingning, Lishui
Jingning, tidigare stavat Kingning, är ett härad för she-folket som lyder under Lishuis stad på prefekturnivå i Zhejiang-provinsen i östra Kina. Det ligger omkring 270 kilometer söder om provinshuvudstaden Hangzhou.
Befolkningen uppgick till 153 011 invånare vid folkräkningen år 2000, varav 37 481 invånare bodde i huvudorten Hexi. Häradet var år 2000 indelat i fem köpingar (zhen) och nitton socknar (xiang).